# Canillas (métro de Madrid)
Canillas est une station de la ligne 4 du métro de Madrid. Elle est située sous l'avenue de Machu Picchu, au niveau de son intersection avec la rue Montalbos, dans le quartier de Canillas, de l'arrondissement d'Hortaleza, à Madrid en Espagne.

## Situation sur le réseau
La station est située entre Esperanza au sud-ouest, en direction de Argüelles et Mar de Cristal au nord, en direction de Pinar de Chamartín.
Elle possède deux voies et deux quais latéraux.

## Histoire
La station est ouverte le 27 avril 1998, quand est mis en service le prolongement entre Esperanza et Mar de Cristal.

## Services aux voyageurs

### Accès et accueil
La station possède quatre accès équipés d'escaliers et d'escaliers mécaniques, auxquels s'ajoute un accès direct par ascenseur depuis l'extérieur.

### Intermodalité
La station est en correspondance avec les lignes d'autobus no 73, 112, 120, 122, 153 et N3 du réseau EMT.